# Буркард II фон Барби
Буркард II фон Барби (на немски: Burchard II Graf von Barby; * пр. 1240; † ок. 24 ноември 1271) е граф на Барби на Елба. Той произлиза от род Арнщайн.

## Произход
Той е четвъртият син на Валтер IV фон Арнщайн-Барби († сл. 1259) и съпругата му бургграфиня Луитгард фон Кверфурт-Магдебург († 1263), дъщеря на Гебхард IV фон Кверфурт, бургграф фон Магдебург († 1216) и графиня Луитгард фон Насау († 1222). Внук е на Валтер III фон Арнщайн († ок. 1196), фогт на Барби, и Гертруд фон Баленщет († сл. 1194) от фамилията Аскани, дъщеря на граф Адалберт III фон Баленщет († 1171) и Аделхайд фон Ветин-Майсен, вдовицата на крал Свен III от Дания и Зеланд († 1157).

## Фамилия
Буркард II фон Барби се жени за София фон Волденбург († 10/16 август 1276, погребана в манастир Йоханис, Цербст), незаконна дъщеря на граф Хайнрих I фон Волденберг-Вердер де Инсула/фон Хаген († 1251). Те имат децата:
- Буркард IV фон Барби (* 1271; † 10 декември 1308), граф на Барби, женен за Клеменция фон Дасел и Нинофер († сл. 1321), дъщеря на граф Лудолф V фон Дасел и Нинофер († 1299/1300) и Ерменгард фон Ритберг († сл. 1303)
- Валтер X фон Барби (* 1272; † 1313), граф на Барби, женен 1303 г. в Кобург за Елизабет фон Хенеберг (* ок. 1291; † сл. 1307), дъщеря на граф Хайнрих IV фон Хенеберг († 1317) и Кунигунда фон Вертхайм († 1331).
- Хайнрих I фон Барби († 1338/1351), епископ на Бранденбург (1324 – 1327)
- Луитгард фон Барби (* пр. 3 май 1272)